# Малое Заболотье
Малое Заболотье  – деревня на территории Покровской сельской администрации Покровского сельского поселения Рыбинского района Ярославской области . 
Деревня расположена на удалении около 4 км от автомобильной дороге Р104 на участке Углич-Рыбинск, на юг от расположенной на дороге деревни Дурдино.  Деревня вместе в расположенной поблизости несколько севернее деревней Большое Заболотье расположена в окружении лесов, в междуречье реки Коровки и её правого притока, который на современных топокартах не назван, а на картах ГПМ конца XVIII века назван Кормицей. Северо-западнее деревень на расстоянии около 1 км находится деревня Голубино, к западу уходят дороги на Сухино и Раменье, а южнее начинается обширное болото Великий Мох. 
Проселочная дорога от Дурдино на Заболотье в юго-восточном направлении, на расстоянии около 2 км проходит через деревню Пчелье, поворачивает на юг и ещё через 2 километра выходит на Большое Заболотье. 
Деревня Малое Заболотье указана на плане Генерального межевания Рыбинского уезда 1792 года.
На 1 января 2007 года в деревне постоянного населения не было. . 
Транспортная связь через деревню Дурдино, оттуда автобус  связывает деревню с Рыбинском, Мышкиным и Угличем. Администрация сельского поселения и центр врача общей практики находится в посёлке Искра Октября, почтовое отделение в селе Покров  (оба по дороге в сторону Рыбинска).